# Arbanats

Arbanats este o comună în departamentul Gironde din sud-vestul Franței. În 2009 avea o populație de 1.052 de locuitori.

## Evoluția populației
| An        | 1975 | 1982 | 1990 | 1999 | 2006 | 2009  |
| --------- | ---- | ---- | ---- | ---- | ---- | ----- |
| Populație | 556  | 652  | 757  | 821  | 960  | 1.052 |